# Aufkirch (Kaltental)
Aufkirch ist ein Pfarrdorf und eine Gemarkung, das zum Markt Kaltental im schwäbischen Landkreis Ostallgäu gehört.

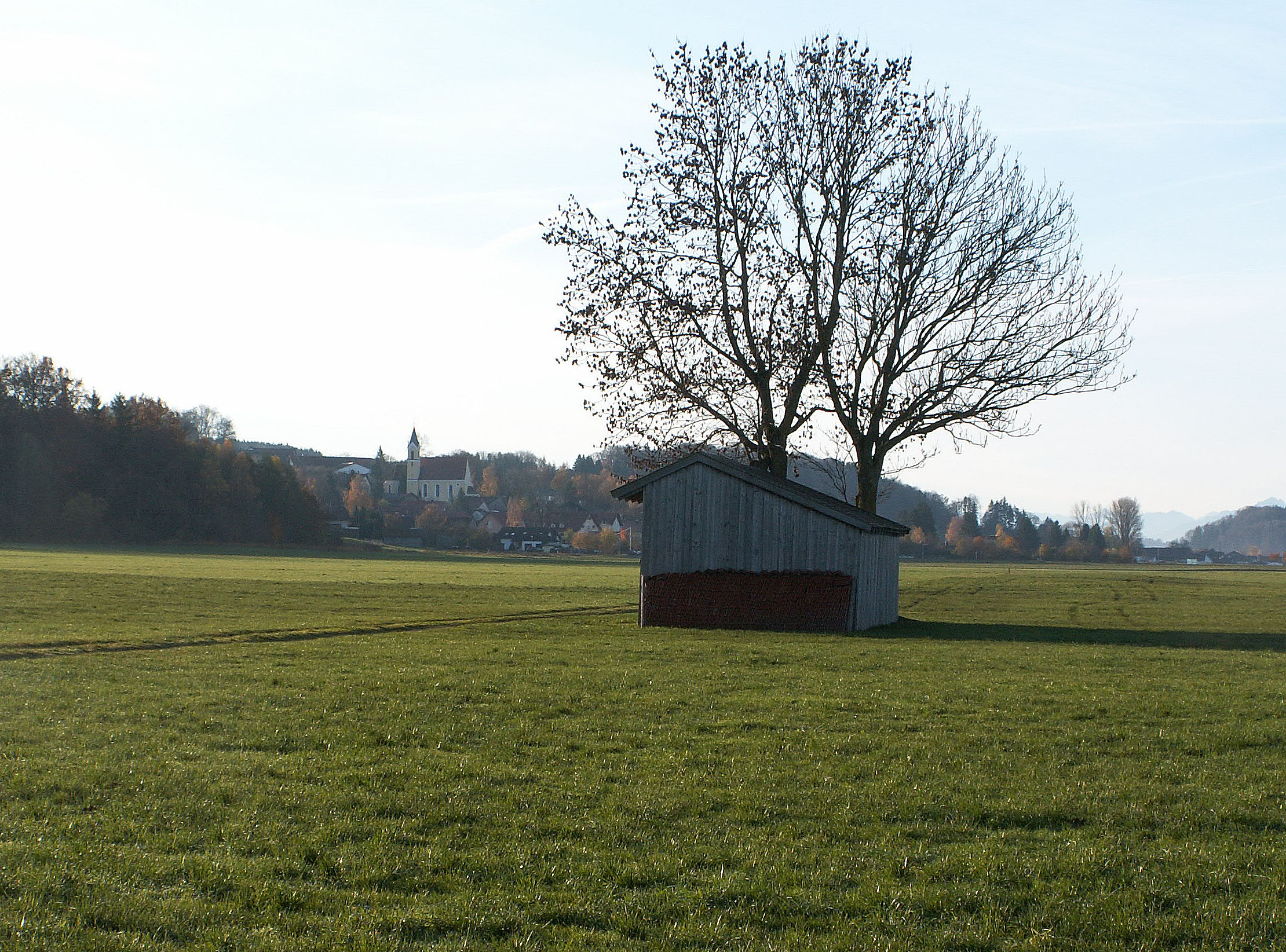
Aufkirch von Norden

## Geographie
Aufkirch liegt rund elf Kilometer östlich von Kaufbeuren. In dem Ort ist das Rathaus der Gemeinde Kaltental.

## Geschichte
Erstmals wird Aufkirch in einer Urkunde des Klosters Steingaden im Jahre 1287 erwähnt. Ab 1437 übte das Hochstift Augsburg die Gerichtsbarkeit über Aufkirch aus.
Die Kirche des Ortes stammt aus dem Jahr 1618 und wurde in den Jahren 1656 und 1686 tiefgreifend renoviert. 1843 wurde der heutige Turm erbaut. 1972 bis 1975 erfolgte eine Renovierung, die letzte war 2019. In Aufkirch gab es ab 1513 eine Schule, es gibt keine Befunde, wie lang dort unterrichtet worden ist. 2008 wurde das Gebäude abgerissen und ein Parkplatz für die Kirche gebaut.

### Der Name Aufkirch
Am Ausgang des kalten Tales, unfern des jetzt noch majestätisch dastehenden Römerturmes zu Helmishofen bei Kaufbeuren liegt an den östlichen Hängen das Dorf Aufkirch, dessen Namen folgenden Ursprungs sein soll:
Die Bewohner wollten die Kirche, die in der Niederung manche Wassergefahr zu bestehen hatte, an einen passenderen Ort verlegen, wo sie geschützt wäre. Sie machten sich also – starke Leute, wie sie waren – daran die Kirche zu verschieben. Derweil sie an der Arbeit waren, brannte heftig die Mittagsonne. Einer musste von Zeit zu Zeit hinter die Mauer gehen und nachsehen, ob die Kirche noch keinen Ruck getan. „Jetzt fallt mir was ein,“ rief plötzlich der Gemeindevorstand; „mir ist es recht luderisch heiß, ich leg meinen Schoppen hinter die Mauer, da sehen wir gleich, wie weit wir mit Schieben kommen.“ Gesagt, getan! Dem Vorstand machten's auch die anderen nach; jeder wollte an seinem Schoopen sehen, was die Kirche für einen Ruck getan. Jetzt ging es wieder an die Arbeit, und sie spreizten ihre Füße aus und lupften mit ihren Achseln an der Mauer, dass der Schweiß das Bergele herabrann, wobei der Gemeindevorstand immer zuschrie: „Auf! Kirch! Auf! Kirch!“
Inzwischen hatte ein Schalk die Schöpen hinter der Kirche weggenommen. Als der Vorstand nun wieder nachsehen wollte, wie nahe sie schon an den Schöpen seien, und keinen derselben mehr wahrnahm, lief er eiligst zu den anderen zurück und schrie: „Land gau, land gau! ’s isch scho lang gnue, wir sind schon über d’ Schöpe naus!“ – Von dieser Begebenheit her heißt das Dorf „Aufkirch“ bis auf den heutigen Tag.

### Gemeindereform
Bei der Gebietsreform in Bayern schlossen sich am 1. April 1971 die Gemeinden Aufkirch, Blonhofen und Frankenhofen zu einer Gemeinde zusammen, die den Namen Kaltental erhielt. Sitz der Marktgemeindeverwaltung ist am Rathausplatz in Aufkirch. Die Bezeichnung „Markt“ geht auf den Ortsteil Blonhofen zurück.